# Аляскинский кли-кай
Аляскинский кли-кай (англ. alaskan klee kai) — порода северных шпицеобразных собак. Выведена в 1970-х годах в качестве собаки-компаньона, внешним видом напоминающей хаски, которая, однако, сможет с лёгкостью содержаться в квартире из-за своего малого размера и обходиться без длительных прогулок; в результате получились энергичные и умные собаки.

## История
Порода разводилась в Уасилле, штат Аляска, с начала 1970-х и до 1988 года Линдой С. Спурлин (Linda S. Spurlin) и её семьёй. Изначально получена скрещиванием сибирских и аляскинских хаски, с последующей примесью кровей схипперке и американских эскимосских собак для уменьшения размера породы без признаков карликовости. Они разводили этих собак как частные заводчики, пока в 1988 году они официально не разрешили разводить их другим разводчикам и клубам, передав породу в общественное пользование. Первоначально порода называлась «кли-кай», но по политическим мотивам в 1995 году порода была разделена на «аляскинский кли-кай» и «кли-кай». Породу объединили в 2002 году. Аляскинский кли-кай был официально признан Американской ассоциацией редких пород (англ. American Rare Breed Association) в 1995 году. Американский объединённый клуб собаководства (UKC) признал эту породу 1 января 1997 года.

## Внешний вид

### Диапазоны роста и веса
Аляскинский кли-кай может показаться мини-версией сибирских хаски, но есть физические различия (более короткая морда, более крупные уши, выше посажен хвост), благодаря которым их можно легко отличить от сибирских хаски.
Существует три размерных разновидности кли-каев:
- Той — рост до 34 см, вес до 4,1 кг.
- Миниатюрный — рост от 33 до 38 см, вес от 4,5 до 6,8 кг.
- Стандартный — рост от 38 см до 43 см, вес от 7,3 до 10 кг.

Рост от 43 до 44,5 см при экспертизе признается недостатком, а рост выше 44,5 см — дисквалифицирующим пороком (такая собака уже не может получать награды на конкурсах и соревнованиях.)

### Шерсть и окрас
У аляскинских кли-каев есть три типа окрасов: чёрно-белый, серо-белый и красно-белый (красно-белый цвет может быть цвета корицы или тёмно-каштанового цвета). Чисто белых аляскинских кли-каев совсем недавно признал United Kennel Club, и поэтому чисто белые аляскинские кли-каи могут быть официально зарегистрированы, но их могут не допустить к племенному разведению и участию в некоторых соревнованиях и конкурсах.
В породе аляскинский кли-кай существует два типа шерсти: стандартная и длинношёрстная. Оба типа признаются UKC и в равной степени приемлемы в соответствии со стандартом породы. Единственное ограничение состоит в том, что шерсть не может быть настолько длинной, чтобы скрывать естественный контуры собаки, такая шерсть считается недостатком.

### Уход
За аляскинскими кли-каями, как и за сибирскими хаски, достаточно легко ухаживать. Они очень чистоплотные, и редко когда бывают грязными. Большинство из них тратит в сумме примерно час в день на уход за собой. У аляскинских кли-каев нет столь распространённого так называемого «собачьего запаха» и «зловонного собачьего дыхания». Большинству из них редко когда нужно мыться, максимум, что они не могут почистить у себя сами, это ноги, когда на улице грязно.

## Темперамент
Аляскинский кли-кай — очень умная, любознательная и активная порода. В отличие от сибирских хаски, эта порода более осторожная и менее общительная, но если она с раннего детства находится у одних и тех же хозяев, то этих хозяев собака будет очень любить, но лучше к незнакомым людям такую её не подпускать. Если эту собаку во младенчестве оставить на улице, то она научится охотиться на дичь.
Они могут быть хорошей семьёй, но детям стоит быть очень осторожными с ними. Самих собак нужно контролировать, если они находятся с детьми. У них достаточно хорошо развитый ум. Они могут быть послушными, но желательно ходить с ними на специальные курсы.

## Здоровье
Относительно других пород аляскинский кли-кай удивительно свободен от генетических дефектов.
Порода может страдать от других медицинских проблем, которые ещё не обнаружены, потому что у породы достаточно юный возраст и небольшой генофонд.